# Station Svenningdal
Station Svenningdal  is een spoorwegstation in Svenningdal in de gemeente Grane in fylke Nordland in Noorwegen. Het station dateert uit 1940 en ligt aan Nordlandsbanen. Met ingang van de dienstregeling juni 2014 is het station gesloten voor personenvervoer.